# Brachypteroma ottomanum
Brachypteroma ottomanum är en skalbaggsart som beskrevs av Lucas Friedrich Julius Dominikus von Heyden 1863. Brachypteroma ottomanum ingår i släktet Brachypteroma och familjen långhorningar. IUCN kategoriserar arten globalt som livskraftig. Inga underarter finns listade.